# 12621 Alsufi
A 12621 Alsufi (ideiglenes jelöléssel 6585 P-L) a Naprendszer kisbolygóövében található aszteroida. Cornelis Johannes van Houten,  Ingrid van Houten-Groeneveld és Tom Gehrels fedezte fel 1960. szeptember 24-én.